# 浙江经济职业技术学院
30°03′56″N 120°50′57″E / 30.06556°N 120.84917°E
浙江经济职业技术学院（英文：Zhejiang Technical Institute of Economics，ZJTIE，简称：浙经院）是一所位于中国大陆浙江省杭州市的全日制省属公办高职院校，其前身为浙江省物资学校（隶属于原浙江省物资局），创建于1978年，2002年1月，经浙江省人民政府批准正式升格为高职学院。2003年10月，整体搬迁至杭州下沙高教园区。学校现有在校学生7200多人，教师1000余人。

## 二级学院
- 物流技术学院
- 汽车技术学院
- 数字信息技术学院
- 管理技术学院
- 财会金融学院
- 文化艺术学院
- 商贸流通学院

## 学院荣誉
首批国家骨干高职院校建设单位
中国物流与采购联合会常务理事单位
全国流通职业教育研究会会长单位
浙江省首批省级示范高职院校
浙江省职业教育先进单位
浙江省文明单位
浙江省企业发展研究会副会长单位